# Slipping Away
Slipping Away is de zeventiende aflevering van het negende seizoen van het tienerdrama Beverly Hills, 90210, die voor het eerst werd uitgezonden op 3 maart 1999.

## Plot
Matt en Lauren zijn radeloos, via de legale weg kunnen zij niet aan Clozapine komen dus moeten zij nu kijken of zij op een illegale weg aan de pillen kunnen komen. Kelly oppert het idee om de medicijnen op de zwarte markt te kopen in Mexico. Lauren heeft de medicijnen snel nodig omdat zij nu zonder pillen zit en de eerste symptomen van schizofrenie komen al tevoorschijn, zij moet nu harde muziek opzetten zodat zij de stemmen in haar hoofd niet kan horen. Kelly en Dylan bieden aan om de pillen te kopen in Mexico zodat Matt bij Lauren kan blijven. Terwijl Kelly en Dylan in Mexico zitten willen zij in aparte kamers overnachten maar Dylan is dit niet van plan en zij eindigen samen in bed. De volgende morgen heeft Kelly spijt en denkt dat zij Matt bedriegt maar Dylan vertelt haar dat hij getrouwd is en dat Kelly vrij is om te doen wat zij wil. Zij komen weer thuis met een pot vol pillen en brengen deze naar Lauren en Matt, nu Lauren de pillen in haar hand heeft besluit zij om hiermee toch niet door te gaan en gooit de pillen weg. Matt wil met haar terug naar New York zodat zij weer opgenomen kan worden in de psychiatrische inrichting en dan kan hij haar daar verzorgen, Lauren wil dit niet en vraagt aan Kelly of zij voor Matt wil zorgen als zij weg is. Matt wil nog steeds mee met Lauren maar Lauren overtuigt Matt om te blijven.
David wil dolgraag weer een relatie met Donna en probeert haar te overtuigen, Donna weet niet wat zij hiermee mee aan moet en wil nog niet kiezen tussen David en Noah. Noah komt erachter wat David wil en vraagt Donna om hem niet in de steek te laten. Later komt de moeder van Gina en de tante van Donna, Bobbi, langs en Gina had haar gevraagd om papieren mee te nemen van een trust die van Gina is en waar geld opstaat wat zij vroeger heeft verdiend met het kunstschaatsen. Bobbi zegt dat zij de papieren vergeten is en Gina wil toch de papieren zien en gaat naar de advocatenkantoor waar de trust opgezet is om zo inzage te krijgen. Gina heeft nu de papieren onder ogen en het blijkt dat Bobbi haar geld heeft opgemaakt aan allerlei dingen zoals het opknappen van de badkamer en een nieuwe auto. Gina is ontzettend boos en wil hoe dan ook haar geld terughebben, zij eist van Bobbi om haar de naam te geven die haar toestemming heeft gegeven voor het opnemen van het geld van de trust en dan horen Gina en Donna dat dit Felice is geweest. Felice is de moeder van Donna en dit komt hard aan bij Donna.
Nu Janet en Steve officieel verkering hebben nodigt Janet hem uit voor een etentje met haar vader. Dit etentje verloopt niet helemaal soepel omdat de vader zeer ouderwets is en aangezien zij van Japanse afkomst zijn verwacht haar vader dat Janet een Japanse man zal nemen. Ook het werk wat Steve doet, het maken van een roddelblad, werkt ook niet echt mee. Steve vindt dit niet erg maar Janet wil haar vader ook niet afvallen en twijfelt over hun relatie. Steve denkt nu dat zij schaamt voor hem en vraagt haar hiernaar, zij zweert dat dit niet zo is. De vader geeft het niet op en nodigt Janet alleen uit voor een feestje in het ouderlijk huis om zo haar proberen te koppelen aan een Japanse jongen. Steve komt hierachter en valt zo binnen op het feest en wil Janet proberen te overtuigen om hem niet te verlaten. Janet vertelt haar vader dat zij voor Steve kiest en dit valt niet goed bij haar vader en dwingt haar dat zij dan het huis verlaat.

## Rolverdeling
- Jennie Garth - Kelly Taylor
- Ian Ziering - Steve Sanders
- Brian Austin Green - David Silver
- Tori Spelling - Donna Martin
- Luke Perry - Dylan McKay
- Joe E. Tata - Nat Bussichio
- Lindsay Price - Janet Sosna
- Daniel Cosgrove - Matt Durning
- Vanessa Marcil - Gina Kincaid
- Vincent Young - Noah Hunter
- Cari Shayne - Lauren Durning
- Karen Austin - tante Bobbi
- James Shigeta - Ben Sosna
- Leslie Ishii - Michelle Sosna